# Coppa J.League
La Coppa J.League (nota anche come J.League YBC Levain Cup o Levain Cup), è una competizione calcistica giapponese, ed è considerata l'equivalente delle coppe di lega disputate in molti paesi, come la Football League Cup inglese. Fino all'agosto 2016 era nota come Yamazaki Nabisco o Coppa Nabisco.
Il nome precedente del torneo derivava dallo sponsor, Yamazaki Nabisco, presente fin dalla sua creazione nel 1992. Levain è invece una marca di crackers della Yamazaki prodotta esclusivamente in Giappone.
La formula del torneo non è stabile, in quanta è stata modificata più volte nel corso del tempo. Dal 2008, il vincitore del torneo ottiene il diritto di partecipare alla J.League Cup / Copa Sudamericana Championship, che si tiene nell'estate dell'anno successivo e dove giocherà contro i campioni della Coppa Sudamericana.
Attuale detentore del trofeo è il Nagoya Grampus che ha vinto per la seconda volta la competizione nel 2024.

## Premi
- Campioni: Coppa Yamazaki Nabisco, medaglie d'oro e 100 milioni di yen
- Secondi: Shield J.League, medaglie d'argento e 50 milioni di yen
- Terzi (2 club): Shield J.League e 20 milioni di yen per ogni squadra 3°

## Albo d'oro
| Anno | Campione            | Ris.             | Secondo                    | Stadio                                     |
| ---- | ------------------- | ---------------- | -------------------------- | ------------------------------------------ |
| 1992 | Verdy Kawasaki      | 1-0              | Shimizu S-Pulse            | National Olympic Stadium                   |
| 1993 | Verdy Kawasaki      | 2-1              | Shimizu S-Pulse            | National Olympic Stadium                   |
| 1994 | Verdy Kawasaki      | 2-0              | Júbilo Iwata               | Kobe Universiade Memorial Stadium          |
| 1995 | Non disputata       | Non disputata    | Non disputata              | Non disputata                              |
| 1996 | Shimizu S-Pulse     | 3-3 (5-4 dtr)    | Verdy Kawasaki             | National Olympic Stadium                   |
| 1997 | Kashima Antlers     | 2-1 5-1 Tot. 7-2 | Júbilo Iwata               | And.: Yamaha Stadium Rit.: Kashima Stadium |
| 1998 | Júbilo Iwata        | 4-0              | JEF Ichihara               | National Olympic Stadium                   |
| 1999 | Kashiwa Reysol      | 2-2 (5-4 dtr)    | Kashima Antlers            | National Olympic Stadium                   |
| 2000 | Kashima Antlers     | 2-0              | Kawasaki Frontale          | National Olympic Stadium                   |
| 2001 | Yokohama F. Marinos | 0-0 (3-1 dtr)    | Júbilo Iwata               | National Olympic Stadium                   |
| 2002 | Kashima Antlers     | 1-0              | Urawa Red Diamonds         | National Olympic Stadium                   |
| 2003 | Urawa Red Diamonds  | 4-0              | Kashima Antlers            | National Olympic Stadium                   |
| 2004 | FC Tokyo            | 0-0 (4-2 dtr)    | Urawa Red Diamonds         | National Olympic Stadium                   |
| 2005 | JEF Chiba           | 0-0 (5-4 dtr)    | Gamba Osaka                | National Olympic Stadium                   |
| 2006 | JEF Chiba           | 2-0              | Kashima Antlers            | National Olympic Stadium                   |
| 2007 | Gamba Osaka         | 1-0              | Kawasaki Frontale          | National Olympic Stadium                   |
| 2008 | Oita Trinita        | 2-0              | Shimizu S-Pulse            | National Olympic Stadium                   |
| 2009 | FC Tokyo            | 2-0              | Kawasaki Frontale          | National Olympic Stadium                   |
| 2010 | Júbilo Iwata        | 5-3 (dts)        | Sanfrecce Hiroshima        | National Olympic Stadium                   |
| 2011 | Kashima Antlers     | 1-0 (dts)        | Urawa Red Diamonds         | National Olympic Stadium                   |
| 2012 | Kashima Antlers     | 2-1 (dts)        | Shimizu S-Pulse            | National Olympic Stadium                   |
| 2013 | Kashiwa Reysol      | 1-0              | Urawa Red Diamonds         | National Olympic Stadium                   |
| 2014 | Gamba Osaka         | 3-2              | Sanfrecce Hiroshima        | Saitama Stadium 2002                       |
| 2015 | Kashima Antlers     | 3-0              | Gamba Osaka                | Saitama Stadium 2002                       |
| 2016 | Urawa Red Diamonds  | 1-1 (5-4 dtr)    | Gamba Osaka                | Saitama Stadium 2002                       |
| 2017 | Cerezo Osaka        | 2-0              | Kawasaki Frontale          | Saitama Stadium 2002                       |
| 2018 | Shonan Bellmare     | 1-0              | Yokohama F. Marinos        | Saitama Stadium 2002                       |
| 2019 | Kawasaki Frontale   | 3-3 (5-4 dtr)    | Hokkaido Consadole Sapporo | Saitama Stadium 2002                       |
| 2020 | FC Tokyo            | 2-1              | Kashiwa Reysol             | Stadio nazionale del Giappone              |
| 2021 | Nagoya Grampus      | 2-0              | Cerezo Osaka               | Saitama Stadium 2002                       |
| 2022 | Sanfrecce Hiroshima | 2-1              | Cerezo Osaka               | Stadio nazionale del Giappone              |
| 2023 | Avispa Fukuoka      | 2-1              | Urawa Red Diamonds         | Stadio nazionale del Giappone              |
| 2024 | Nagoya Grampus      | 3-3 (5-4 dtr)    | Albirex Niigata            | Stadio nazionale del Giappone              |

## Titoli per squadra
| #  | Club                | Titoli | 2° posti |
| -- | ------------------- | ------ | -------- |
| 1  | Kashima Antlers     | 6      | 3        |
| 2  | Tokyo Verdy         | 3      | 1        |
| 3  | FC Tokyo            | 3      | 0        |
| 4  | Urawa Reds          | 2      | 5        |
| 5  | Júbilo Iwata        | 2      | 3        |
| 5  | Gamba Osaka         | 2      | 3        |
| 7  | JEF United          | 2      | 1        |
| 7  | Kashiwa Reysol      | 2      | 1        |
| 9  | Oita Trinita        | 2      | 0        |
| 10 | Shimizu S-Pulse     | 1      | 4        |
| 10 | Kawasaki Frontale   | 1      | 4        |
| 12 | Sanfrecce Hiroshima | 1      | 2        |
| 13 | Yokohama F·Marinos  | 1      | 1        |
| 13 | Cerezo Osaka        | 1      | 1        |
| 15 | Shonan Bellmare     | 1      | 0        |
| 15 | Nagoya Grampus      | 1      | 0        |
| 15 | Avispa Fukuoka      | 1      | 0        |
| 19 | Consadole Sapporo   | 0      | 1        |
| 19 | Albirex Niigata     | 0      | 1        |

## Miglior giocatore
| Anno | Vincitore         | Club                | Nazione   |
| ---- | ----------------- | ------------------- | --------- |
| 1992 | Kazuyoshi Miura   | Verdy Kawasaki      | Giappone  |
| 1993 | Bismarck          | Verdy Kawasaki      | Brasile   |
| 1994 | Bismarck          | Verdy Kawasaki      | Brasile   |
| 1996 | Santos            | Shimizu S-Pulse     | Brasile   |
| 1997 | Jorginho          | Kashima Antlers     | Brasile   |
| 1998 | Nobuo Kawaguchi   | Júbilo Iwata        | Giappone  |
| 1999 | Takeshi Watanabe  | Kashiwa Reysol      | Giappone  |
| 2000 | Kōji Nakata       | Kashima Antlers     | Giappone  |
| 2001 | Tatsuya Enomoto   | Yokohama F·Marinos  | Giappone  |
| 2002 | Mitsuo Ogasawara  | Kashima Antlers     | Giappone  |
| 2003 | Tatsuya Tanaka    | Urawa Reds          | Giappone  |
| 2004 | Yōichi Doi        | FC Tokyo            | Giappone  |
| 2005 | Tomonori Tateishi | JEF United          | Giappone  |
| 2006 | Kōki Mizuno       | JEF United          | Giappone  |
| 2007 | Michihiro Yasuda  | Gamba Osaka         | Giappone  |
| 2008 | Daiki Takamatsu   | Oita Trinita        | Giappone  |
| 2009 | Takuji Yonemoto   | FC Tokyo            | Giappone  |
| 2010 | Ryōichi Maeda     | Júbilo Iwata        | Giappone  |
| 2011 | Yūya Ōsako        | Kashima Antlers     | Giappone  |
| 2012 | Gaku Shibasaki    | Kashima Antlers     | Giappone  |
| 2013 | Masato Kudō       | Kashiwa Reysol      | Giappone  |
| 2014 | Patric            | Gamba Osaka         | Brasile   |
| 2015 | Mitsuo Ogasawara  | Kashima Antlers     | Giappone  |
| 2016 | Tadanari Lee      | Urawa Reds          | Giappone  |
| 2017 | Ken'yū Sugimoto   | Cerezo Osaka        | Giappone  |
| 2018 | Daiki Sugioka     | Shonan Bellmare     | Giappone  |
| 2019 | Shōta Arai        | Kawasaki Frontale   | Giappone  |
| 2020 | Leandro           | FC Tokyo            | Brasile   |
| 2021 | Shō Inagaki       | Nagoya Grampus      | Giappone  |
| 2022 | Pieros Sotiriou   | Sanfrecce Hiroshima | Cipro     |
| 2023 | Hiroyuki Mae      | Avispa Fukuoka      | Giappone  |
| 2024 | Mitchell Langerak | Nagoya Grampus      | Australia |

## Premio Nuovo Eroe
Questo premio viene assegnato al miglior giocatore under-23 della competizione.

| Anno | Vincitore          | Club                |
| ---- | ------------------ | ------------------- |
| 1996 | Hiroshi Nanami     | Júbilo Iwata        |
| 1996 | Toshihide Saitō    | Shimizu S-Pulse     |
| 1997 | Atsuhiro Miura     | Yokohama Flügels    |
| 1998 | Naohiro Takahara   | Júbilo Iwata        |
| 1999 | Yukihiko Satō      | FC Tokyo            |
| 2000 | Takayuki Suzuki    | Kashima Antlers     |
| 2001 | Hitoshi Sogahata   | Kashima Antlers     |
| 2002 | Keisuke Tsuboi     | Urawa Reds          |
| 2003 | Tatsuya Tanaka     | Urawa Reds          |
| 2004 | Makoto Hasebe      | Urawa Reds          |
| 2005 | Yūki Abe           | JEF United          |
| 2006 | Hiroyuki Taniguchi | Kawasaki Frontale   |
| 2007 | Michihiro Yasuda   | Gamba Osaka         |
| 2008 | Mū Kanazaki        | Oita Trinita        |
| 2009 | Takuji Yonemoto    | FC Tokyo            |
| 2010 | Yōjirō Takahagi    | Sanfrecce Hiroshima |
| 2011 | Genki Haraguchi    | Urawa Reds          |
| 2012 | Hideki Ishige      | Shimizu S-Pulse     |
| 2013 | Manabu Saitō       | Yokohama F·Marinos  |
| 2014 | Takashi Usami      | Gamba Osaka         |
| 2015 | Shūhei Akasaki     | Kashima Antlers     |
| 2016 | Yōsuke Ideguchi    | Gamba Osaka         |
| 2017 | Takuma Nishimura   | Vegalta Sendai      |
| 2018 | Keita Endō         | Yokohama F·Marinos  |
| 2019 | Keito Nakamura     | Gamba Osaka         |
| 2020 | Ayumu Seko         | Cerezo Osaka        |
| 2021 | Zion Suzuki        | Urawa Reds          |
| 2022 | Sōta Kitano        | Cerezo Osaka        |
| 2023 | Jumpei Hayakawa    | Urawa Reds          |
| 2024 | Riku Yamane        | Yokohama F·Marinos  |